# 이준형 (희극인)
이준형(1980년 10월 19일 ~ )는 대한민국의 희극 배우이며, 2015년까지는 예명인 이형으로 활동했다.

## 출연작

### 방송
- 웃찾사 (SBS)
  - <누가 진상인가>
  - <로봇기동대>
  - <라이징 스타>
  - <말이오 말이지>
  - <부담스런 거래>
  - <삼대천왕>
  - <소심한 사람들>
  - <어쩌리 파출소>
  - <응답하라 1594>
  - <잠들지마세요>
  - <짜이호>
  - <틈새시장>
  - <파티타임>
  - <판매왕>
  - <피도 눈물도 없이>
  - <해피 하우스>
- 개그1 (SBS)
- 개그투나잇 (SBS)

### 영화
- 내 연애의 기억 - 취객 역 (우정출연)